# لايتنر ويتمر
لايتنر ويتمر (بالإنجليزية: Lightner Witmer) (ولد في 28 يونيو 1867، وتوفي في 19 يوليو 1956) هو عالم نفسي أمريكي. صاغ مصطلح علم النفس السريري، ويُنسب إليه غالبًا تأسيس العلم الذي يصفه. أنشأ ويتمر أول عيادة نفسية في العالم في جامعة بنسلفانيا في عام 1896، والمجلة الأولى لعلم النفس السريري وأول مشفى سريري مدرسي في عام 1907.
ساهم ويتمر في تطوير العديد من فروع علم النفس بما في ذلك علم نفس المدرسة. وساهم أيضًا في مجال التربية الخاصة.

## نشأته
وُلد ويتمر في فيلادلفيا في 28 يونيو 1867. حمل اسم ديفيد ويتر جونيور عند ولادته لكنه غير اسمه في سن الخمسين إلى لايتنر. وُلِد ويتمر لأم وأب كاثوليكيين متدينين هما ديفيد لايتنر صيدلاني في جيرمان تاون، وتخرج من كلية فيلادلفيا في عام 1862، وكاثرين هوشل التي لا يعرف عنها الكثير. كان الكبير بين أربعة أطفال، تلاه ألبرت فيري وليلي إيفلين وبول ديلانسي. أصبح ويتمر عضوًا في هيئة التدريس في جامعة بنسلفانيا. حصل فيري على شهادة الدكتوراه في علم وظائف الأعضاء من جامعة بنسلفانيا، وحصلت ليلي إيفلين على درجة البكالوريوس في علم الجراثيم من برلين، وحصل بول ديلانسي على درجة الدكتوراه في الصيدلة. أصبح ويتمر وإخوانه جميعا بحلول نهاية عام 1905 أطباء في عدة تخصصات.

## دراسته
أراد ويتمر عندما كان شابًا تطوير مستقبل وعالم أفضل بعد رؤيته المشكلات الاجتماعية نتيجة الحرب الأهلية. التحق ويتمر وشقيقه فيري في عام 1880 في اعدادية أكاديمية فيلادلفيا الأسقفية وهي إحدى أفضل المدارس في أمريكا في ذلك الوقت.
أظهر ويتمر ذكاءً وقدرة كبيرة على التفكير في المدرسة الإعدادية. طُلب من ويتمر وطالبان آخران بناء قارب، حصل كل منهم على كل ما يحتاجه لإكمال مهمته. كان زميلاه في المدرسة يتسابقان من سيبني الزورق أولاً، لكن فيمر فكر وأخبر زملاءه الآخرين: «أتمنى أن أكون آخر من ينتهي من القارب، كي أتعلم من أخطاء الآخرين وأبني أفضل زورق».
تخرج بمرتبة الشرف في سن السبعة عشر.
التحق ويتمر في عام 1884 بجامعة بنسلفانيا لدراسة الأدب، ولكنه انتقل بعد عامين إلى قسم المالية والاقتصاد، حيث حصل على درجة البكالوريوس في عام 1888 عن عمر 20 عامًا. اختير خلال عامه الأول رئيسًا للفصل، واكتسب سمعة تصفه بالطالب المتميز. قرر ويتمر بعد قضاء فترة عمله مدرسًا العودة إلى جامعة بنسلفانيا ومتابعة دراساته العليا في العلوم السياسية.

## أكاديمية الرغبي (كرة القدم الأمريكية)
عرض على ويتمر خلال خريف عام 1888 وظيفة مدرس في أكاديمية الرغبي، وهي مدرسة ثانوية للذكور. درّس مادتي التاريخ واللغة الإنجليزية.
لاحظ ويتمر خلال فترة تدريسه في الأكاديمية أن طالبًا يبلغ من العمر 14 عامًا يرغب في الذهاب إلى الكلية كان يعاني من صعوبات شديدة في التمييز بين الأصوات، إضافة إلى مشاكل أخرى في الكلام تُعرف اليوم باسم عُسر القراءة. قرر ويتمر مساعدته في حل مشكلته، تقدم الطفل بصورة مُرْضية، وتمكّن من مواصلة الدراسة والتحق في النهاية بجامعة بنسلفانيا. دفع هذا النجاح ويتمر للاعتقاد بأن الأطفال الذين عانوا من صعوبات التعلم يمكنهم أن يشاركوا (بشكل مُرضٍ) في التعليم مع تقديم الدعم والتعليم الخاص لهم.
قرر ويتمر في العام التالي الالتحاق بكلية الدراسات العليا بجامعة بنسلفانيا، وقُبل في قسم الفلسفة. أراد دراسة القانون والعمل على الحصول على درجة علمية متقدمة في العلوم السياسية.

## حياته المهنية

### جيمس ماكين كاتل والمختبر النفسي التجريبي
تعرف على عالم النفس التجريبي جيمس ماكين كاتل أثناء وجوده في ولاية بنسلفانيا، الذي ألهمه لبدء الدراسة في مجال علم النفس. دعى جورج فولرتون (وهو عضو في الجامعة) كاتل للانضمام إلى هيئة التدريس بالجامعة. كان كاتل معروفًا في هذا الوقت بأنه أحد أفضل علماء النفس، إذ تلقى تعليمه على يد عالم النفس المؤثر فيلهلم ماكسيميليان فونت. قبل ويتمر عرض فولرتون وأصبح مساعد كاتل. قرر الاستقالة من أكاديمية الركبي ومتابعة الدراسات العليا في جامعة بنسلفانيا.
عمل ويتمر وكاتيل معًا لتأسيس مختبر علم نفس تجريبي بهدف دراسة الاختلافات الفردية عن طريق فحص مجموعة من المواضيع. تمثلت مهام ويتمر الرئيسة في جمع البيانات حول الاختلافات الفردية في زمن ردة الفعل. اكتسب من خلال ذلك معرفة في التجارب النفسية. نشر ويتمر أثناء وجوده في المختبر، دليلًا يوضح كيفية إجراء تجارب علم النفس التجريبي بشكل صحيح. أراد ويتمر الحصول على درجة الدكتوراه تحت إشراف كاتل، لكن غادر كاتل الجامعة فجأة (تخلّى عن طلابه ومختبره) للحصول على وظيفة براتب أعلى في جامعة كولومبيا. غادر ويتمر أيضا للبحث عن مدرس جديد.
دراسته تحت إشراف فونت
ساعد كاتل ويتمر في الحصول على وظيفة مساعد لفيلهلم فونت في جامعة لايبزيغ في عام 1891، وأخذ دروسًا مع أوزفالد كولب ولودفيش سترمبل. لم يعثر المؤرخون على أي رسائل كتبها لزملائه أثناء دراسته تحت إشراف فونت. ومع ذلك يُقال أنّ ويتمر حظي بالكثير من الخلافات مع فونت عندما كان مساعدًا له. كان أحد هذه الخلافات هو أن ويتمر أراد مواصلة العمل في دراسة أوقات رد الفعل التي كان قد بدأها من قبل مع جيمس كاتل، لكن فونت أصر على أنه ينبغي عليهم دراسة القيمة الجمالية للأشكال المرئية المختلفة وفروع علم النفس الأخرى مثل علم النفس التربوي وعلم النفس التنموي. حصل ويتمر على شهادة الدكتوراه في عام 1892 تحت إشراف فونت.
عودته إلى ولاية بنسلفانيا
غادر ويتمر ألمانيا في عام 1892 وعاد إلى جامعة بنسلفانيا ليصبح مدير مختبر علم النفس. كان مهتمًا بتدريس علم نفس الطفل ودرّس عدة دورات مختلفة. بدأ إجراء البحوث حول الاختلافات الفردية في متغيرات الإدراك الحسي أيضًا، وقدم أوراقًا بحثية في مجال علم النفس التجريبي. درّس في عام 1896 معلمي المدارس العامة في الجامعة. عرضت عليه حالة خلال شهر مارس من ذلك العام: كانت الحالة طالبًا يبلغ من العمر 14 عامًا يواجه صعوبات شديدة في تعلم التهجئة، ولكنه كان متفوقًا للغاية في مواد أخرى. شكلت هذه الحالة تحديًا خاصًا لويتمر. سرعان ما بدأ العمل العلاجي مع الشاب. وأنشأ ويتمر أول عيادة نفسية في الجامعة بسبب حاجته إلى مساحة عمل. قدم خلال عام 1896 خطة لتنظيم علم النفس إلى الجمعية الأمريكية لعلم النفس، حيث استخدم مصطلح (علم النفس السريري) وشرحه لأول مرة.
بدأ في عام 1902 بتقديم المشورة لطلاب الدراسات العليا، ونشر دليل المختبر.
تزوج من إيما ريبلير في عام 1904 وهي خريجة متفوقة من مدرسة أغنيس إيروين. وكاتبة عملت في الجمعية الأمريكية للفلسفة التي تنتمي إليها هي وويتمر.
أسس في عام 1908 وعمل في مدرسة خاصة صغيرة بالقرب من والينغفورد في ولاية بنسلفانيا، وهي مؤسسة اهتمت برعاية الأطفال المرضى والمضطربين وعلاجهم. أنشأ في وقت لاحق منشأة مماثلة في ديفون في ولاية بنسلفانيا.
أسس أول عيادة للنطق في العالم في عام 1914.

## الجمعية الأمريكية لعلم النفس
قرر ويتمر وستانلي هال ووليام جيمس وكاتل بحلول عام 1896 أن يصبحوا أعضاء في الجمعية الجديدة لاختصاصيي علم النفس خلال اجتماع للجمعية الأمريكية للأمراض النفسية. اقترح ويتمر وزملاؤه الآخرون أن تقبل الجمعية الأمريكية للأمراض النفسية الحالات المرضية النفسية فقط، وأن تُفصل عن الجمعية الفلسفية الأمريكية، وأن تمتلك عملية اختيار أفضل لانتقاء الأعضاء الجدد. تسببت هذه المقترحات في خلافات بين أعضاء الجمعية الأمريكية للأمراض النفسية؛ لأن العديد من الأعضاء لم يؤيدوا انفصال هذا المجال عن الفلسفة. لم تحظَ مقترحاتهم بالاهتمام لذا حاول ويتمر تأسيس جمعية جديدة حصرية لعلماء النفس التجريبيين مع هال، لكن هال رفض. قبل إدوارد تيتشنر في عام 1904 اقتراح ويتمر لفصل علم النفس عن الفلسفة، وقرر التخلي عن الجمعية الأمريكية للأمراض النفسية ومساعدة ويتمر على إنشاء جمعية خاصة بعلماء النفس التجريبيين فقط.

## روابط خارجية
- لايتنر ويتمر على موقع الموسوعة البريطانية (الإنجليزية)